# ألان فيدوتشيا
ألان فيدوتشيا (بالإنجليزية: Alan Feduccia)‏ عالم طيور قديمة (بالإنجليزية: paleornithologist)‏ اختص بأصول وتنميط الطيور وهو يعمل حالياً أستاذاً في جامعة نورث كارولينا، وأهم مؤلفاته كتابين:
- عصر الطيور .[1] (بالإنجليزية: The Age of Birds)‏.
- أصل وتطور الطيور.[2] (بالإنجليزية: The Origin and Evolution of Birds)‏. وقد أحدث هذا الكتاب أثراً كبيراً رغم معاضرته للنظرية الشائعة حول تطور الطيور، [3] وتلقى جائزة الجودة في البيولوجيا من الجمعية الأمريكية للناشرين (بالإنجليزية: Association of American Publishers)‏ عام 1966.

ولديه العديد من الأبحاث في مجلات علم الطيور (بالإنجليزية: ornithological)‏ والمجلات البيولوجية

## رؤيته الخاصة في تطور الطيور
اشتهر آلان فيددوتشيا بانتقاده لنظرية شائعة عن تطور الطيور من ديناصورات ذوات أقدام (بالإنجليزية: Theropoda)‏ وبالتالي فهي ذرية حية لتلك الديناصورات المنقرضة،  وقد قدم حججه على نظرية مغايرة تفترض تطور الطيور من سلف مغاير أبعد من الديناصورات وصغير الحجم ولعملية تطور الطيران من أعلى إلى أسفل وليس من أسفل إلى أعلى كما هو شائع.
ويصف آلان فرضة تطور الطيور من الديناصورات ذوات الأرجل على أنها جواب مبسط لمسألة معقدة جداً لم تحل بعدُ، ولا يجوز تبنيها في كتب علم الطيور مقابل إهمال الأدلة القوية المخالفة لها والمؤيدة للفرضيات الأخرى.